# Trajko Rajković
Trajko Rajković (cyr. Трајко Рајковић; ur. 7 grudnia 1937, zm. 28 maja 1970) – serbski koszykarz, w barwach Jugosławii srebrny medalista olimpijski z Meksyku.
Był zawodnikiem OKK Belgrad i włoskich oraz reprezentacji Jugosławii. Srebro igrzysk w 1968 jest jego największym sportowym sukcesem (brał udział także w igrzyskach w 1964 - siódme miejsce), choć miał w dorobku również złoto (1970) i srebro mistrzostw świata (1963 i 1967) oraz trzy medale mistrzostw Europy. Zmarł kilka dni po mistrzostwach świata w 1970, na skutek wady serca.

## Osiągnięcia
Klubowe
- Mistrz Jugosławii (1960, 1962, 1963)
- Zdobywca pucharu Jugosławii (1960, 1962)

Reprezentacja
- Mistrz świata (1970)
- Wicemistrz:
  - olimpijski (1968)
  - świata (1963, 1967)
  - Europy (1965, 1969)
- Brązowy medalista mistrzostw Europy (1963)